# Taufbecken Saint-Félix (Oise)

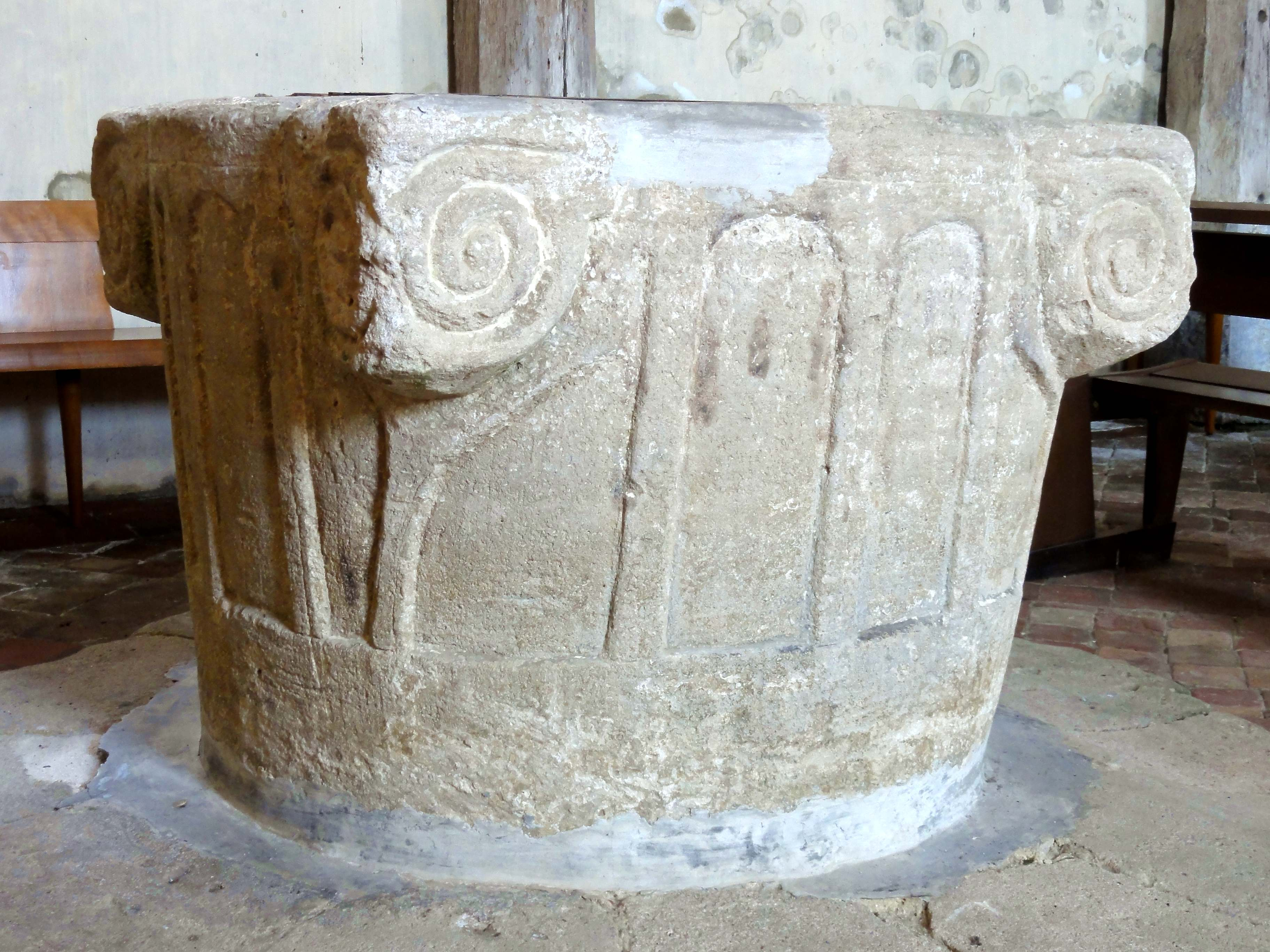
Taufbecken in Saint-Félix

Das Taufbecken in der katholischen Pfarrkirche St-Félix in Saint-Félix, einer französischen Gemeinde im Département Oise in der Region Hauts-de-France, wurde um 1100 geschaffen. Im Jahr 1912 wurde das romanische Taufbecken als Monument historique in die Liste der geschützten Objekte (Base Palissy) in Frankreich aufgenommen.
Das Taufbecken aus Kalkstein besitzt die Form eines Kapitells. Das Becken ist an den Ecken mit Voluten und dazwischen mit Reliefs von Arkaden geschmückt.